# Rheingold – Gesichter eines Flusses
Rheingold – Gesichter eines Flusses ist ein deutscher Dokumentarfilm aus dem Jahr 2014, Regie Peter Bardehle und Lena Leonhardt. Der Film zeigt die verschiedensten Facetten des Rheins ausschließlich in Luftaufnahmen: Landschaft, Geschichte, Kultur etc. Der deutsche Kinostart war am 21. August 2014.

## Inhalt
Der Lauf des Rheins von den beiden Quellen bis zur Mündung wird, gesprochen von Ben Becker quasi als personifizierter Vater Rhein und von Anne Moll, für die dokumentarischen Passagen des Textes, mit Betrachtungen zu Kunst (insbesondere in Zitaten aus Wagners Rheingold), Geschichte, Kommerz, Industrialisierung, Tourismus, Architektur und Natur begleitet. Der Film endet mit der Auswilderung von zwei jungen Robben in die Nordsee.

## Hintergrund
Vorgänger des Films waren die Luftbild-Dokumentationen Die Alpen – Unsere Berge von oben, Die Nordsee von oben und Die Ostsee von oben. Wie schon bei diesen wird auch in Rheingold neue Aufnahmetechnik und Ästhetik einer Großlandschaft in den Luftaufnahmen kombiniert. Die Luftaufnahmen entstanden über zwei Jahre hinweg mit einer Cineflex-Kamera.
Die Filmmusik stammt von den Experimentalkünstlern Steffen Wick und Simon Detel; auch hier wurden Leitmotive aus dem Werk Wagners verarbeitet.